# Narodowy Jądrowy Uniwersytet Badawczy
Narodowy Jądrowy Uniwersytet Badawczy (ros. Национальный исследовательский ядерный университет, НИЯУ МИФИ) – rosyjski uniwersytet państwowy .
Uczelnia powstała 8 kwietnia 2009 na mocy rozporządzenia rządu Federacji Rosyjskiej.
Wiodący rosyjski uniwersytet STEM, którego celem jest kształcenie elity naukowej i inżynierskiej Rosji i świata. W rankingach uczelni rosyjskich w ścisłej czołówce (w 2025 na drugim miejscu). Strategiczny partner i lider konsorcjum uniwersytetów flagowych Korporacji Państwowej Rosatom, uniwersytetu flagowego Korporacji Państwowej Roskosmos i Rosfinmonitoring.
Uniwersytet bierze udział w „Programie rozwoju badań synchrotronowych i neutronowych”, „Programie rozwoju krajowej aparatury naukowej”, „Programie badań fizyki neutrin i astrofizyki cząstek”. Zaplecze metodyczne w dziedzinie inżynierii i podstawowego wykształcenia wyższego pozwala uniwersytetowi pełnić rolę operatora funkcjonalnego i ekspercko-metodologicznego kuratora szeregu projektów federalnych: „Ogólnorosyjskiego Konkursu Inżynieryjnego” i „Zaawansowanych Szkół Inżynierskich”. Pierwszym krokiem w szkoleniu kadr mających zapewnić bezpieczeństwo nuklearne i energetyczne w Rosji był projekt uniwersytetu – klastry edukacji jądrowej kadetów.